# Cambra de Comerç i d'Indústria de Sabadell
La Cambra de Comerç i d'Indústria de Sabadell és una obra de Sabadell (Vallès Occidental) protegida com a Bé Cultural d'Interès Local.

## Descripció
Conjunt d'edificacions format per dos volums de tractament exterior ben diferents. El volum de més alçada, de planta baixa i vuit pisos, compta amb els baixos públics i habitatges a la resta de plantes. El segon volum, de planta baixa amb porxada i dos pisos, està destinat tot ell a oficines de la cambra de comerç.
Les façanes dels dos volums compten amb tractaments totalment diferents. Les del volum de més alçada, acabades amb obra vista i sòcol de dues plantes, compta amb obertures rítmiques als carrers d'Alfons XIII i de les Creus, mentre que a la cantonada s'hi troba una única obertura vertical agafant la totalitat de l'alçada de l'edifici. El segon volum, compta amb una planta baixa totalment alliberada formant porxo, on únicament s'hi troben els pilars suport de la peça superior, acabada amb aplacat petri.
Les cobertes són planes, quedant la del volum més baix vista per la majoria de les edificacions veïnes.